# Julien van Caloen de Basseghem
Julien van Caloen de Basseghem (Brugge, 28 oktober 1844 - aldaar, 9 november 1936) was burgemeester van Varsenare en voorzitter van de Burgerlijke Godshuizen in Brugge.

## Levensloop
Julien Narcisse Marie Ghislain van Caloen de Basseghem was het zevende kind en de derde zoon van Anselme van Caloen de Basseghem en Marie-Thérèse de Croeser.
Hij trouwde in 1874 met Alice van Hamme de Stampaertshoucke (Brugge 17 juli 1853 - 3 november 1919). Ze kregen vijf kinderen, onder wie René van Caloen de Basseghem (1880-1968), die voor afstammelingen zorgde.

## Burgemeester van Varsenare
In mei 1872 trad Julien van Caloen in de politiek, door zijn verkiezing tot provincieraadslid voor het kanton Hooglede. Hij bleef deze functie uitoefenen tot in 1894.
In juli 1872 werd hij verkozen tot gemeenteraadslid van Varsenare en werd onmiddellijk benoemd tot burgemeester. Hij oefende dit ambt gedurende twee mandaten uit, tot in 1884. Hij had het burgemeesterschap overgenomen van zijn vader en werd opgevolgd door zijn broer Octave van Caloen de Basseghem.
Hij verliet toen de gemeente om in de zomer te gaan wonen in het kasteel Litterveld in Aartrijke, geërfd door zijn echtgenote van haar ouders Van Hamme - De Croeser.

## Voorzitter van de Burgerlijke Godshuizen
Julien van Caloen, die uiteraard een deel van het jaar in zijn winterverblijf in Brugge woonde, speelde ook in de stad een niet te verwaarlozen rol.
Hij werd in 1876, toen de meerderheid in het stadsbestuur door de katholieke partij werd behaald, tot lid benoemd van het Bestuur van de Burgerlijke Godshuizen. In 1913 werd hij tot voorzitter van deze instelling benoemd en vervulde deze functie tot in 1925. Hij was 81 toen hij ontslag nam. 
Hij was het die de beslissing nam om de Refuge te bouwen in Sint-Andries, hij deed de aankoop van 840 ha bos in de Ardennen als belegging voor de Godshuizen en lag aan de basis van de ontwikkeling van het vuurtorenkwartier in Oostende.

## Andere activiteiren
Van Caloen was 
- lid (1873) en proost (1879 & 1893) van de Edele Confrérie van het Heilig Bloed
- medestichter van de Vrije Eigenaars- en Landbouwersbond
- regeerder van de wateringen Eyensluis-Grootreygaertsvliet, Sint-Trudoledeke, Oostwaterschap van de Leopoldsvaart en Watering van Blankenberge.
- lid van de Vereniging voor de beteugeling van de stroperij

Na de dood van zijn broer Paul, in 1920, erfde hij de familiale baronstitel.